# Ottone in villa
Ottone in villa (RV 729) er en opera i tre akter af Antonio Vivaldi til en italiensk libretto af Domenico Lalli (under pseudonymet Sebastiano Biancardi). Ottone in Villa var Vivaldis første opera; den havde urpremiere den 17. maj 1713 på Teatro delle Grazie i Vicenza. Lallis pastorale drama finder sted i det gamle Rom, og var en kondenseret udgave af Francesco Maria Picciolis satiriske libretto til Carlo Pallavicinos opera Messalina (1679), men Lalli ændrede flere af figurerne i Picciolis libretto: Messalina blev til den opfundne rolle, Cleonilla. Claudius blev ændret til en anden romersk kejser, Otho (Ottone), som allerede havde figureret som hovedperson i Monteverdis L'incoronazione di Poppea (1642) og i Händels Agrippina (1709).

## Roller
| Rolle      | Stemmetype    | Originalbesætning, 17 maj 1713 (Dirigent: -) |
| ---------- | ------------- | -------------------------------------------- |
| Cleonilla  | Sopran        | Anna Maria Giusti "La Romanina"              |
| Ottone     | Alt           | Diana Vico                                   |
| Caio Silio | Soprankastrat | Bartolomeo Bartoli                           |
| Decio      | Tenor         | Gaetano Mossi                                |
| Tullia     | Sopran        | Margherita Fazzoli                           |

## Synopsis
Den romerske kejser Ottone er forelsket i Cleonilla, som dog ikke kan modstå to unge romere, Ostilio og Caios flirt. Ostilio er i virkeligheden en kvinde, Tullia, der har forklædt sig, fordi hun er forelsket i Caio. Hun har planer om at dræbe Cleonilla, fordi hun er jaloux, men hun prøver først at afholde hende fra et forhold med Caio. Caio ser mødet og misforstår det som et romantisk møde. Han advarer Ottone, som kommanderer ham til at dræbe Ostilio. Før han kan udføre ordren, afslører Ostilio sig selv som Tullia. Cleonilla hævder altid at have vidst det for at forsone Ottone. Han tror hende, hvorefter Tullia og Caio bliver gift.

## Diskografi
- Patrizia Pace (Cleonilla, sopran), Anna Maria Ferrante (Tullia, sopran), Aris Christofellis (Caio, mandlige sopran), Jean Nirouët (Ottone, kontratenor), Luigi Petroni (Decio, tenor), Ensemble Seicentonovecento, Flavio Colusso (dirigent). Optaget september 1993. Bongiovanni 10016/18.
- Susan Gritton (Cleonilla, sopran), Monica Groop (Ottone, mezzosopran), Nancy Argenta ( Caio Silio, sopran), Mark Padmore (Decio, tenor), Sophie Daneman (Tullia, sopran) Collegium Musicum 90, Richard Hickox (dirigent). Efter en udgave fra 1997 af Eric Cross. Label: Chandos Chaconne 0614.[4]